# T. T. Boy
T.T. Boy (nascut el 30 d'abril de 1968) és el nom artístic d'un actor porno nord-americà que ha protagonitzat més de 1.500 pel·lícules per a adults. Va fer el seu debut en un vídeo per a adults el 1989, va guanyar dues vegades el premi Male Performer of the Year de XRCO, i va ser nomenat l'Artista de l'any el 1996 per AVN. T.T. Boy és conegut a Llatinoamèrica per la sèrie de pel·lícules "Hot Latin Pussy Adventures" sota el segell "T.T. Boy Productions" i on comparteix crèdits amb Nacho Vidal.

## Premis
- 1992 - Best Group Sex Scene - Video - (Realities 2, Ashlyn Gere, Marc Wallice and T.T. Boy)
- 1993 - Best Couples Sex Scene - Video - (Bikini Beach, Sierra i T.T. Boy)
- 1995 - Best Couples Sex Scene - Film - (Blue Movie, Jenna Jameson i T.T. Boy)
- 1996 - Male Performer of the Year - (Video: Adult Video News Awards 1996)
- 1996 - Most Outrageous Sex Scene - (Xoc, Shayla LaVeaux, T.T. Boy i Vince Vouyer)
- 2009 - Urban X Hall of Fame[1]